# Jiří Waldhauser
Jiří Waldhauser (8. dubna 1945 Praha – 15. července 2023 Horní Bousov) byl český archeolog, specialista na dobu laténskou.

## Odborné vzdělání a zaměstnání
Mezi lety 1963 a 1969 studoval archeologii na Filozofické fakultě Univerzity Jana Evangelisty Purkyně v Brně. V letech 1969 až 1970 studoval na univerzitě v Marburgu. V roce 1973 získal titul PhDr. a v roce 1981 titul CSc.
V letech 1969–1971 pracoval v Severočeském muzeu v Liberci, následně do roku 1981 v krajském muzeu v Teplicích. Mezi lety 1981 až 1982 působil v Moravském zemském muzeu v Brně a následně v letech 1983 až 1984 v muzeu v Žatci. Od roku 1985 do roku 1994 byl zaměstnancem Národního technického muzea v Praze a následně od roku 1994 Muzea Mladoboleslavska. 

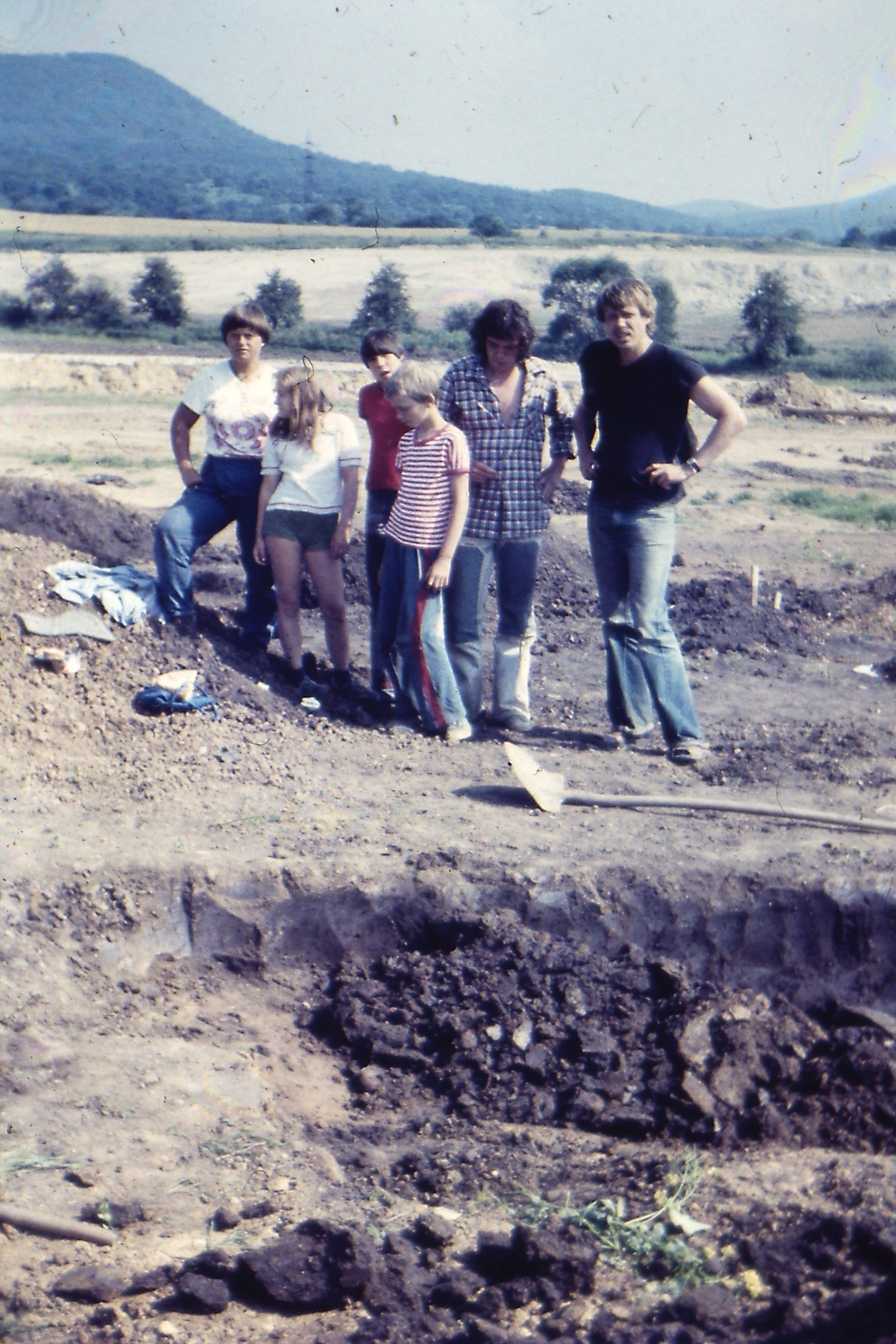
Jiří Waldhauser na vykopávkách v Radovesicích společně se členy Týmu Bořena a archeologického kroužku při Gymnáziu v Bílině v roce 1980

Jeho specializací byla kultura Keltů – doba laténská a zaměření na montánní archeologii, především zlata. Participoval například na mezinárodním projektu Das prähistorische Gold in Bayern, Böhmen und Mähren. Především v době svého působení v Regionálním muzeu v Teplicích realizoval řadu rozsáhlých záchranných výzkumů (např. Radovesice). V letech 1992–1994 vedl nadaci Volkswagen pro výzkum keltského zlata. Tehdy pracoval v Národním technickém muzeu v Praze a v Muzeu Mladoboleslavska. Patřil k průkopníkům výpočetní techniky již ve stadiu děrných štítků. Je popularizátorem Keltů a archeologie vůbec; v rámci svého muzejního působení připravil řadu výstav, participoval nebo alespoň jako poradce působil při vzniku archeologických parků či jejich částí. Své intenzivní působení v oboru zúročil v publikaci Encyklopedie Keltů v Čechách.

## Výběr z publikací
- Keltské rotační mlýny v Čechách, Památky archeologické 72, 1981, 153–221
- Závěrečný horizont keltských oppid v Čechách, Slovenská archeológia 31, 1983, 325–356
- Keltische Gräberfelder in Böhmen, Bericht der Römisch-germanischern Komission in Mainz 68, 1987, 25–179
- Die hallstatt- und latènezeitliche Siedlung mit Gräberfeld bei Radovesice in Böhmen, Teplice 1993
- Keltové na Jizeře a v Českém ráji, Praha – Mladá Boleslav 1996
- Archeologie Germánů v Pojizeří a v Českém ráji, (spoluautor Lubomír Košnar), Laténská pohřebiště ze 4.–3. století v Čechách. Praha: Nakladatelství Lidové noviny 1997.
- Jak se kopou keltské hroby, (editor kolektivní publikace). Praha 1999.
- Encyklopedie Keltů v Čechách, Praha Libri 2001 (2. vydání 2006, Dodatky 2007). ISBN 80-7277-053-5.
- Keltské Čechy. Praha: Academia. ISBN 978-80-200-2119-9.

## Zajímavosti
- Někdy bývá označován jako „enfant terrible“ současné české archeologie.
- V seznamech spolupracovníků StB byl veden jako agent pod jmény Kelt nebo Kelto[3].
- Pro archeologii se rozhodl v útlém věku.